# Film Culture
Film Culture fu una rivista di cinema statunitense fondata da Adolfas Mekas e da suo fratello Jonas Mekas nel 1954. La rivista ebbe notevole risonanza per la sua attività di ricerca nel campo del cinema d'avanguardia e del cinema sperimentale, pur pubblicando contemporaneamente articoli su tutti gli aspetti del cinema, comprendendo anche film hollywoodiani.
Fra gli autori che scrissero per Film Culture vanno ricordate firme come Rudolf Arnheim, Peter Bogdanovich, Stan Brakhage, Arlene Croce, Manny Farber, David Ehrenstein, John Fles, DeeDee Halleck, Gregory Markopoulos, Annette Michelson, Andrew Sarris, P. Adams Sitney, Edouard de Laurot, e Parker Tyler.

## Independent Film Awards
La rivista assegnò, dal 1959 al 1969 un premio ai film makers indipendenti:
- First Independent Film Award: John Cassavetes — Shadows (1959)
- Second Independent Film Award: Robert Frank and Alfred Leslie — Pull My Daisy (1960)
- Third Independent Film Award: Ricky Leacock, Don Pennebaker, Robert Drew and Al Maysles — Primary (1961)
- Fourth Independent Film Award: Stan Brakhage — The Dead and Prelude (1962)
- Fifth Independent Film Award: Jack Smith — Flaming Creatures (1963)
- Sixth Independent Film Award: Andy Warhol — Sleep, Haircut, Eat, Kiss ed Empire (1964)
- Seventh Independent Film Award: Harry Smith — per la sua intera produzione (1965)
- Eighth Independent Film Award: Gregory Markopoulos — per la sua intera produzione (1966)
- Ninth Independent Film Award: Michael Snow — Wavelength (1968)
- Tenth Independent Film Award: Kenneth Anger — Invocation of My Demon Brother (1969)